# Gregor Hradetzky
Gregor Hradetzky (Krems an der Donau, 31 gennaio 1909 – Bad Kleinkirchheim, 29 dicembre 1984) è stato un canoista e organaro austriaco.
Ha vinto una medaglia d'oro nel K1 1000 m e nel F1 10000 m alle Olimpiadi di Berlino 1936.

## Palmarès
- Giochi olimpici estivi
  - Berlino 1936: oro nel K1 1000 m e F1 10000 m.

- Mondiali
  - 1938: bronzo nel K1 1000 m.